# 臺南北極殿

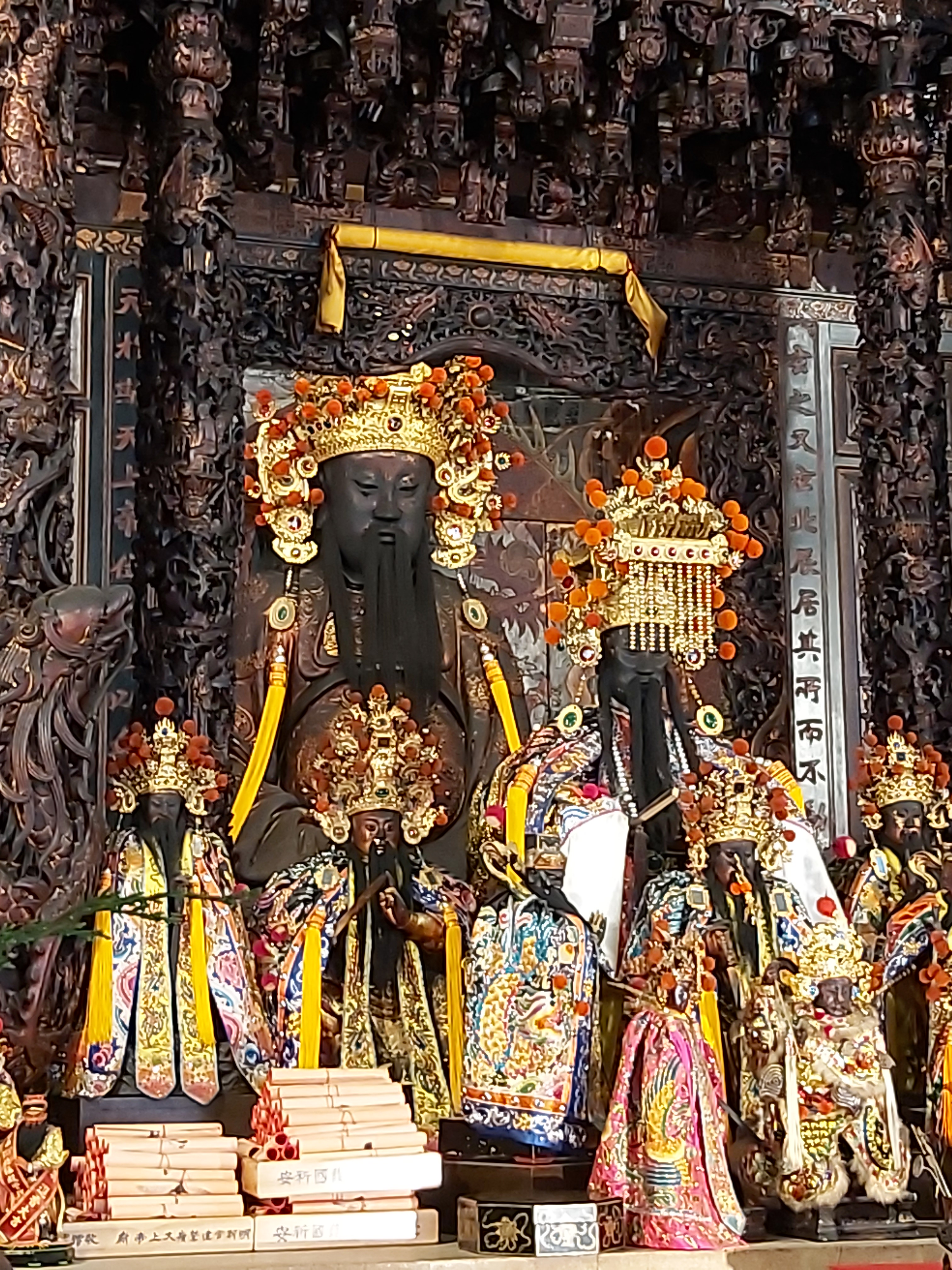
臺南北極殿正殿大上帝公（清康熙年製，高六呎）泥塑神尊與二上帝公（明鄭永曆年製）木造軟身神像

府城中和境鷲嶺北極殿大上帝廟，又稱臺南北極殿，位於臺灣臺南市中西區，昔日府城海拔最高之鷲嶺，主祀北極玄天上帝，是一間明鄭時期就已建立的古廟。過去稱為「上帝廟」、「台南市上帝公廟」、「真武廟」、「元帝廟」，其別名「大上帝廟」是與位於赤崁樓附近的「小上帝廟」開基靈祐宮相對而來。於1979年公告為二級古蹟，現升格為文化部所轄國定古蹟。

## 沿革

### 創建
玄天上帝是明朝的重要信仰，受明朝歷代皇帝所敬奉。鄭成功的部隊登臺後，興建了多所玄天上帝廟宇。而臺南北極殿所在的鷲嶺，則是承天府四坊（清臺灣府城一帶）地勢最高之處。據說北極殿所在地在荷蘭時期曾是一間漢醫館，鄭軍攻臺時佔有此處以醫治傷兵，後來即將此醫館改建成北極殿。
臺南北極殿確切的建立年代不詳，清代方志多用「偽時建」一詞帶過。但因為有寧靖王匾的落款年份，所以可知在永曆廿三年（1669年）以前北極殿已經存在。

### 清朝時期
進入清朝之後，玄天上帝信仰的地位受到影響，據說清朝更刻意推廣媽祖與關聖帝君信仰，並編造屠宰業之神話故事加以打壓。不過首任臺灣府知府蔣毓英仍在康熙廿四年（1685年）捐俸整修，之後在康熙四十八年（1709年）當地居民重建。此時廟宇周邊有寬廣的空地，且廟宇左邊是車路要道。但後來有林天生、楊養兩人佔地興建店屋，後來官府判決兩人每年要給廟方地租番銀四兩，而上帝廟周邊20間店屋也要每年繳地租，為此於雍正八年（1729年）三月立碑（〈上帝廟店屋地租碑記〉）公告。而後在乾隆五十年（1785年）有鄉賓黄世景重修，但過程有些狀況，三年後（1788年）由知府楊廷理續成，並追討遭到侵佔的廟地。然而在乾隆五十五年（1790年）有廟後居民馬梓增築房屋侵佔廟地，當時的值年爐主郭友等人乃向當時的知縣仇賦苹提出控告，最後判罰番銀40元，且每年要繳地租。次年（1791年）七月，應郭友等人的請求，官方同意立「大上帝廟示禁碑」將此事公告，以示警惕。
嘉慶九年（1804年），當地居民方相、林慶雲、蔡光準等人再次修廟，且在廟後興建公館（又稱桐山營公寓）供桐山營班兵暫住。道光十五年（1835年），因廟宇倒塌多年，再次重修，桐山營班兵也有參與此次工程。這次重修也有順便整修公館，且為怕後人不知來歷，有官兵長期占住或占為己有，乃立約要如何管理，以〈大上帝廟四條街桐山營公眾合約〉與〈大上帝廟桐山營四條街公眾合約〉二碑為證明。咸豐四年（1854年）再修，而也是在此時「北極殿」取代了「上帝廟」知名出現在石碑上。於同治二年（1863年）北極殿再次重修，是清朝最後的整修記錄。

### 日治時期至今
日治時期，因為明治四十年（1907年）拓寬竹子街（今民權路）成9公尺道路，拆毀了北極殿前殿，遂在明治四十四年（1911年）暫為修繕。而後北極殿在大正九年（1920年）重修，次年（1921年）正殿落成，大正十二年（1923年）修後殿，昭和二年（1927年）完工。
二次大戰後，北極殿在民國卅六年（1947年）二月到九月重修，之後在民國四十七年再修（1958年），民國五十一年（1962年）又有小修。但在民國五十三年（1964年）因為將民權路拓寬到15公尺，又拆毀了前殿，遂在民國五十八年到六十年（1969年─1971年）重修，而成今天廟宇緊鄰街道的景象。而後在民國六十六年（1977年）與民國七十年（1981年），北極殿又有稍作修繕。
另外在北極殿斜對面的福德祠，原屬北極殿的廟產，一百年前開始租賃他人，原本只有亭仔腳有人擺攤，後來整座祠成為店面。北極殿一度將土地公迎回供奉在後殿東廂，並向店家追討回福德祠的地。原本店家不願搬走，但後來據說有天半夜屋頂垮下來，店家遂連夜搬走，土地因而順利要回。而後北極殿將舊有建築拆除改建回福德祠，工程於2013年年底完工，2014年1月7日進行入火安座。

## 祀神
- 正殿：主祀玄天上帝，配祀康元帥、趙元帥、下壇將軍，後龕主祀：韋馱菩薩，配祀達摩祖師、稽徵爺、地藏王菩薩
- 後殿：主祀觀音佛祖，配祀準提菩薩、三官大帝、善才童子、龍女、十八羅漢
- 左廂房：地基主、福德正神、陳璸爺
- 右廂房：註生娘娘、太歲星君、周公與桃花女

## 建築與文物

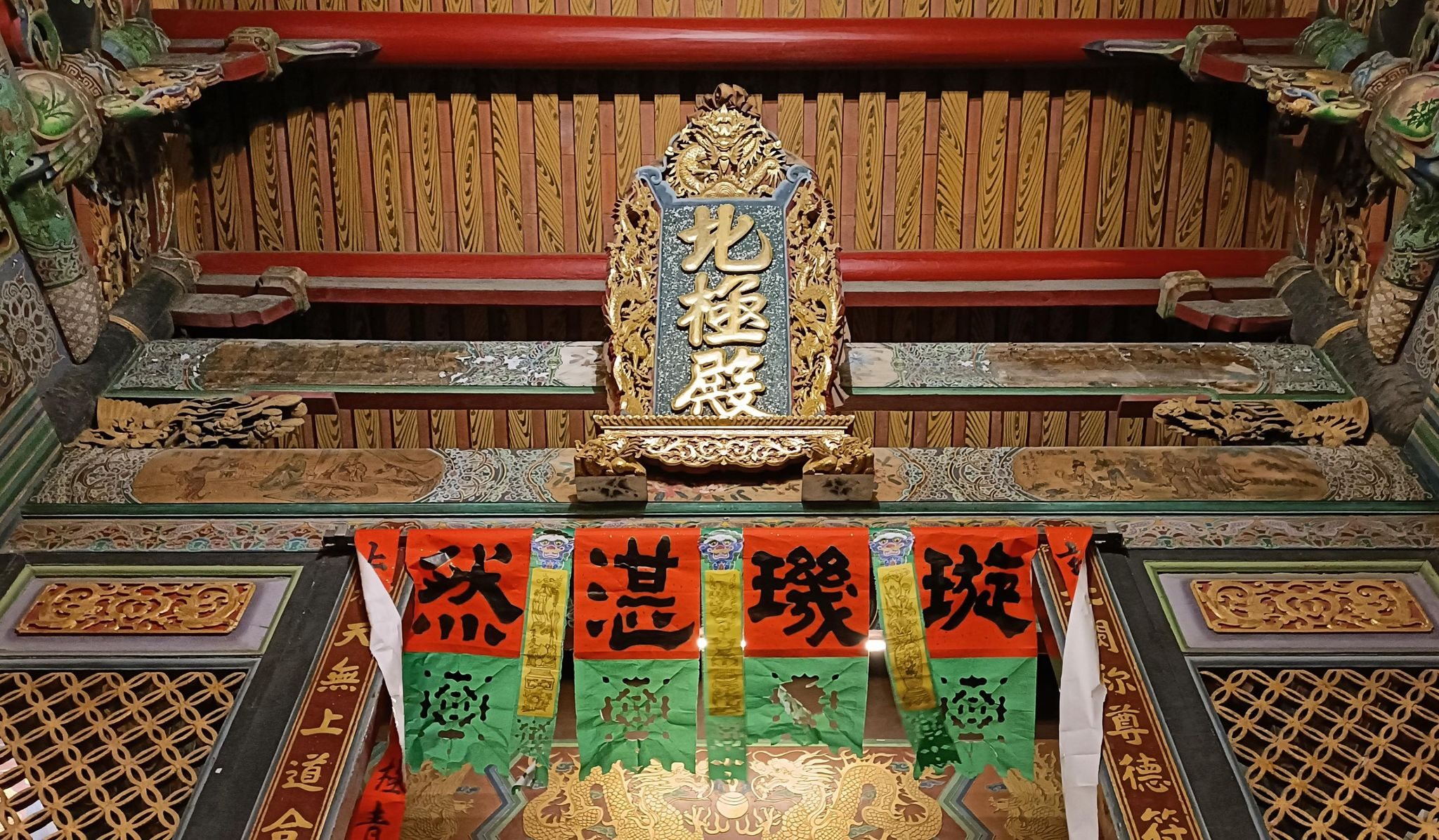
北極殿廟名匾
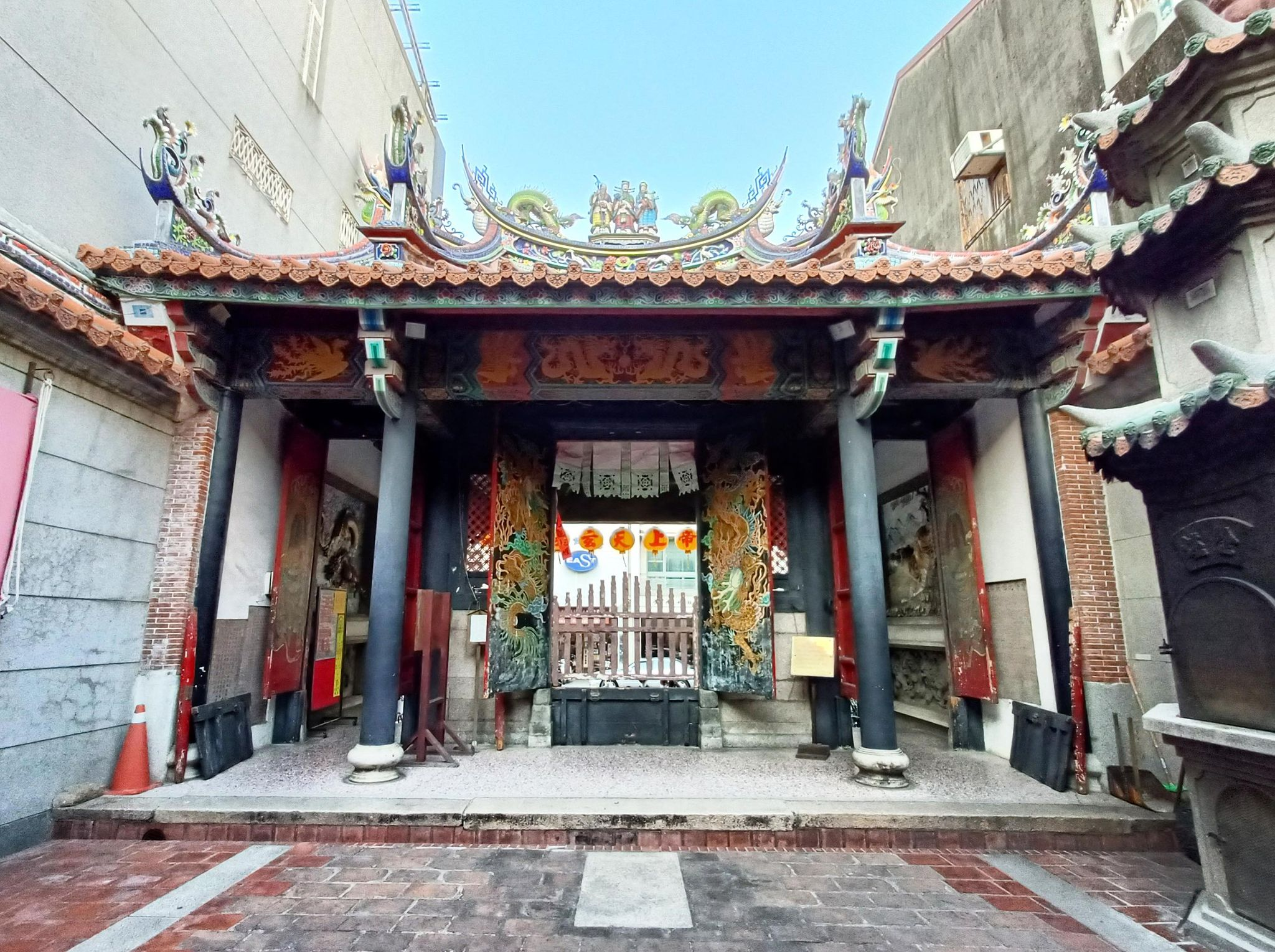
三川殿，中央大門繪有昇龍及降龍，象徵「太極」之意。
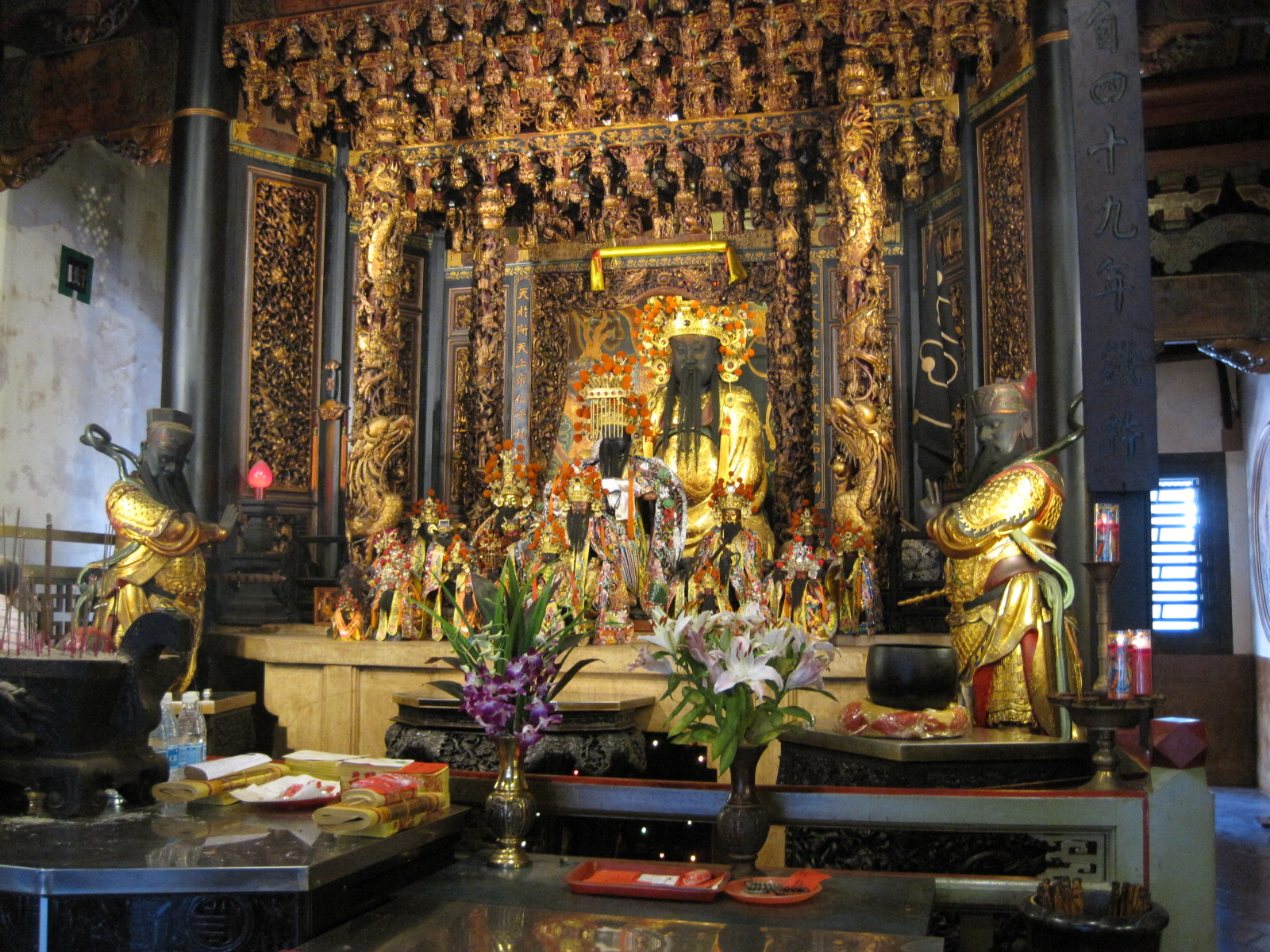
正殿，神龕之玄天上帝泥塑神像為台灣知府蔣元樞所貢獻。
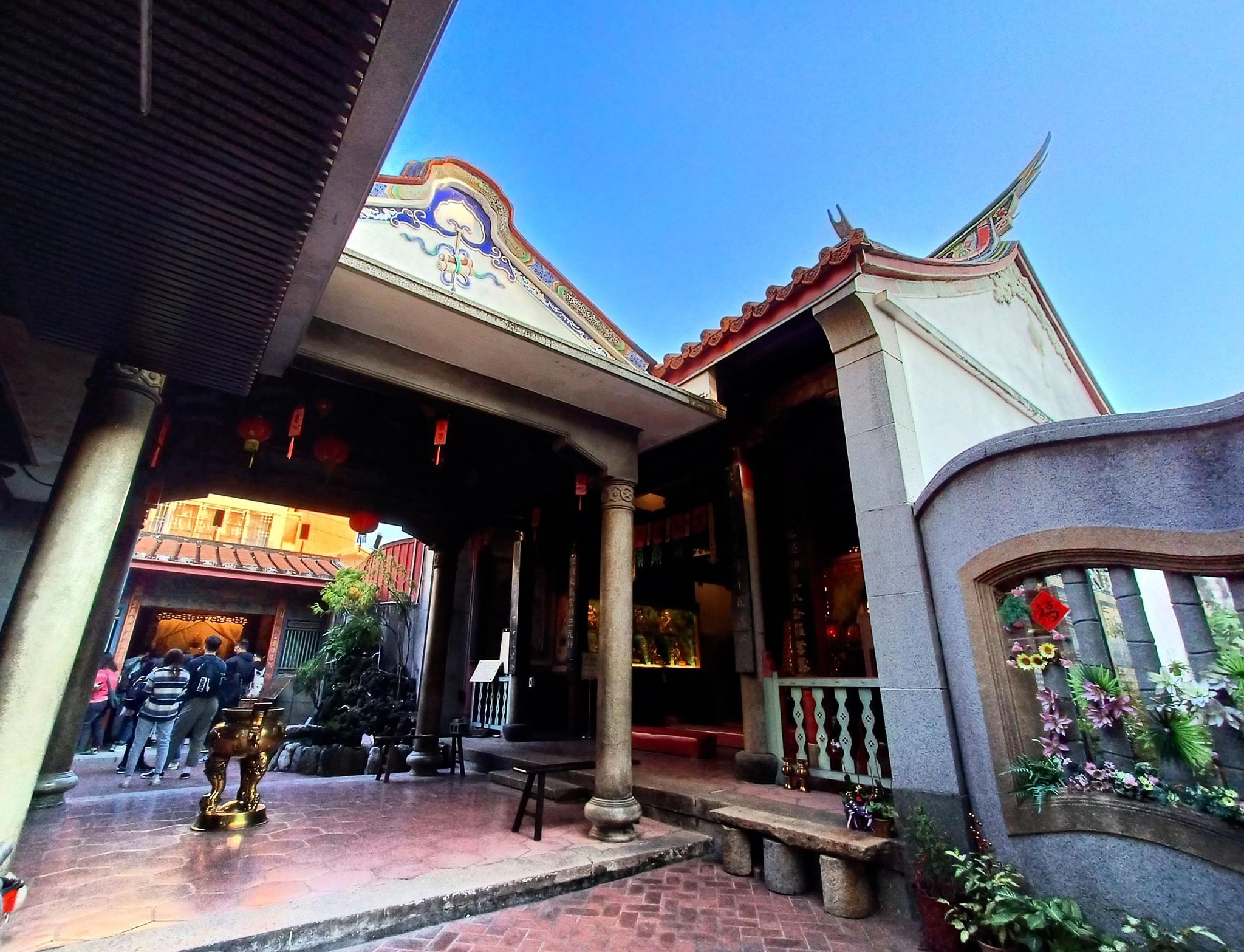
後殿

### 建築
現今的北極殿位在台南市區最高點，坐南朝北，三開間，與過去規模相去不遠。由三川殿、中庭、正殿拜亭、正殿、後殿拜亭、後殿及不對稱的左右廂房所組成，舊時三川殿與正殿距離較遠，中間天井兩側有過水廊，三川殿形制亦非今日應都市法規而蓋之騎樓形式。由於該廟位於鷲嶺上，日治時期鋪設路面時剷除前方部分高度以做為道路，故進廟須拾階而上。對面有北極殿中和境福德祠。
現今三川殿為混凝土及磚木結構混合結構，「三開間」、開三門，但無前簷柱，採硬山頂。中門繪「黑底天地交泰金龍」，左右門繪四元帥，較為特殊，皆為潘麗水手筆，中門石球 (抱鼓石) 小巧古樸。天井右側設金爐，過水廊已不存。正殿前附卷棚拜亭，用方柱，兩側有潘麗水壁畫。正殿型態為「三開間」，計寬二丈七尺七寸，進深17架，前後共用六柱，疊斗擱檁混合式，點金柱架內用「三通五瓜」，下方有一對附柱加強支撐。兩側山牆鳩有壁畫雙坡水硬山翹脊頂，屋面陡峭，高度極高，空間高挑寬敞。神房在後點金柱及附點柱間，神房後設卷棚暗厝，下設韋馱菩薩神龕，後方「明間」敞開亦不設隔扇可通向後殿，次間開窗。
後殿拜亭為四柱六架卷棚拜亭，水泥洗石子梁柱與木構混合結構。後殿為早期水泥仿木結構，三開間深，進11架，點金柱間架內為「三通五瓜」，神龕左右後方各開一門及六角氣窗可通向後方。次間簷柱間設有欄杆，步口山牆有壁畫，屋頂為雙坡水硬山翹脊頂。後殿兩側有廂房為過去「桐山營公寓」，皆設有配殿及辦公室、文物館等服務空間，左廂房作「擱檁式」，旁有竹節書卷窗花牆，向南方延伸；右廂房作穿斗式，向北延伸。整體後天井空間，包含正殿後方後殿，廂房戶外牆面皆為洗石子。
因玄天上帝是北方之神，而北方玄武在五行中屬水色黑，北極殿正殿及三穿殿柱子全用黑色，整體呈現黑色與金色調搭配，極為莊嚴沉穩。正殿供奉玄天上帝神像的神龕華麗繁複、金碧輝煌。廟中有四對潘麗水壁畫，三對在正殿及拜殿，一對在後殿。

### 文物
- 正殿上方高懸大明寧靖王朱術桂在永曆二十三年（1669年）所御書之「威靈赫奕」匾，是全臺唯一南明、東寧王國傳世匾額，亦是歷史最悠久的古匾，日治時期結束時一度差點遭日本人帶走[2]。

- 此外廟中尚有還有清康熙五十二年（1713年）臺廈道陳璸的「辰居星拱」匾、後殿拜亭「鷲嶺」匾、清道光十七年 (1837年) 府城的大鹽商吳尚新 (吳園-臺南公會堂創建者) 遠至浙江姑蘇所鑄造的古鐘（今已耗損停用）、石香爐、道光十八年《大上帝廟四條街桐山營公眾合約》等數通古碑以及府城名匠潘麗水的彩繪。

### 其他
- 因北極殿位於鷲嶺地勢較位在五條港的水仙宮高，當地留下俗諺「上帝廟硶墘（埁漧[5]），水仙宮簷前」（意指上帝廟硶墘（石階）的高度相當於水仙宮屋簷[1]，或比較高[5]）。

## 圖集

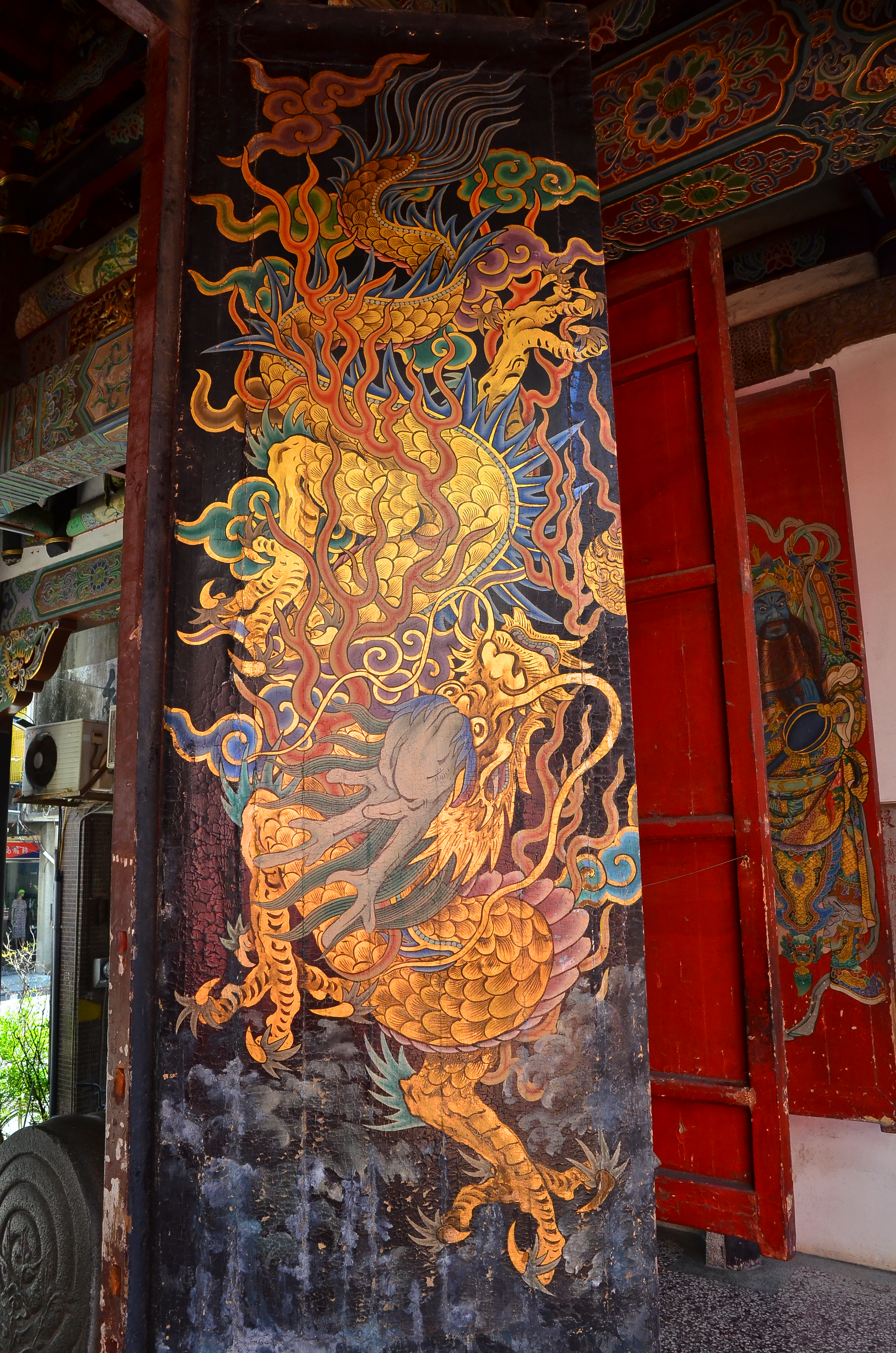
三川殿大門。
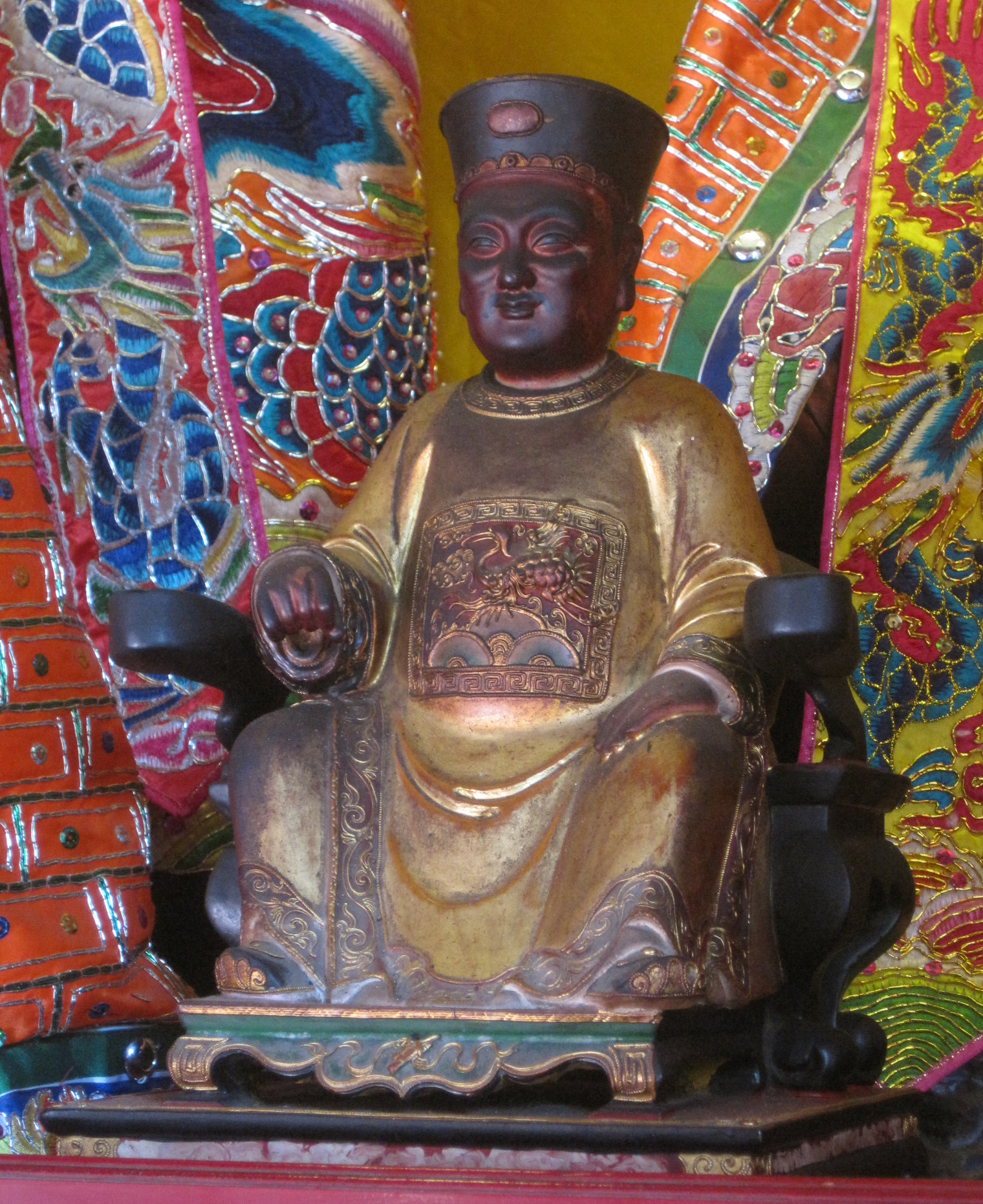
正殿陳璸像。
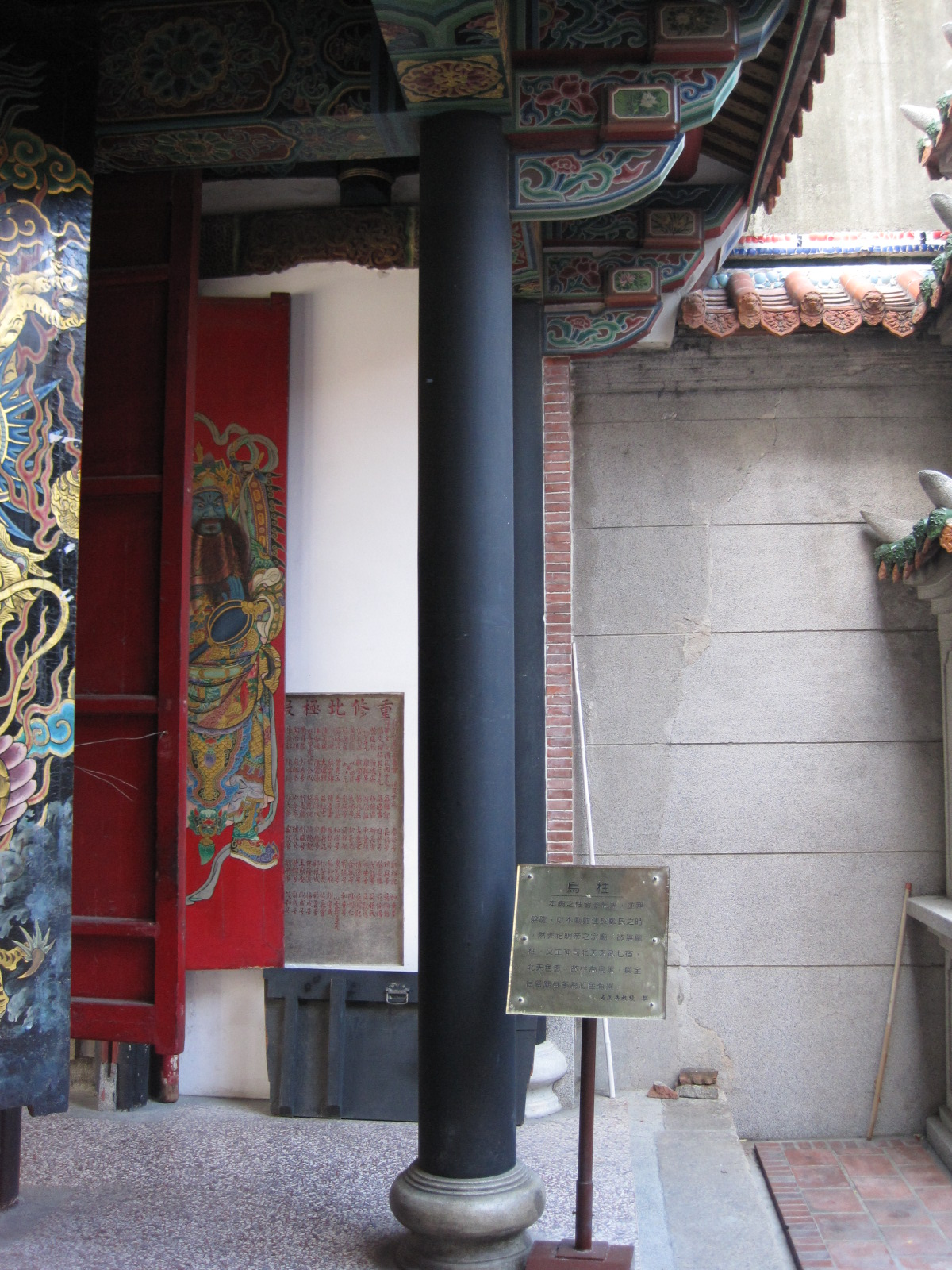
殿內烏柱。
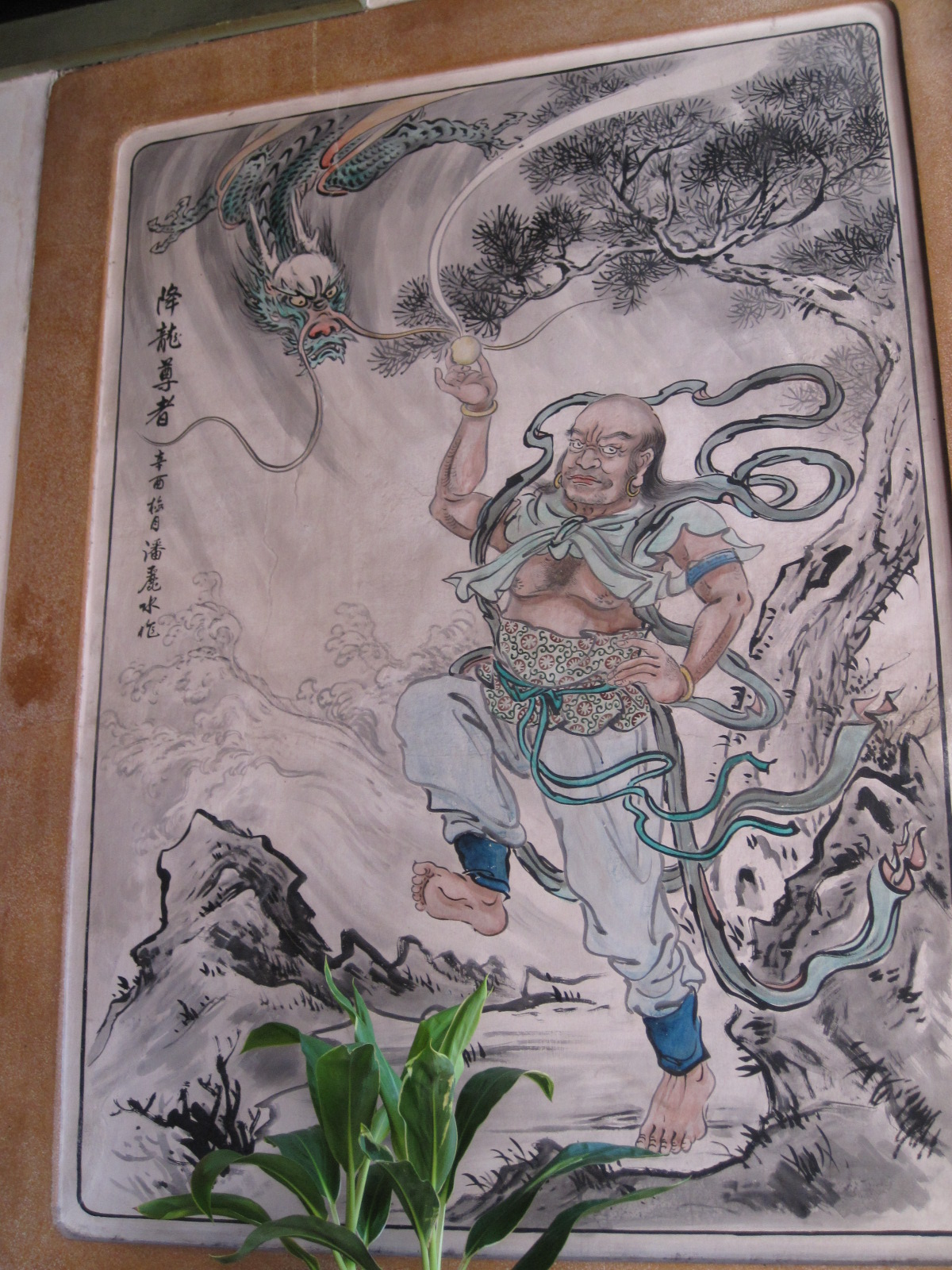
後殿潘麗水所繪「降龍尊者」。
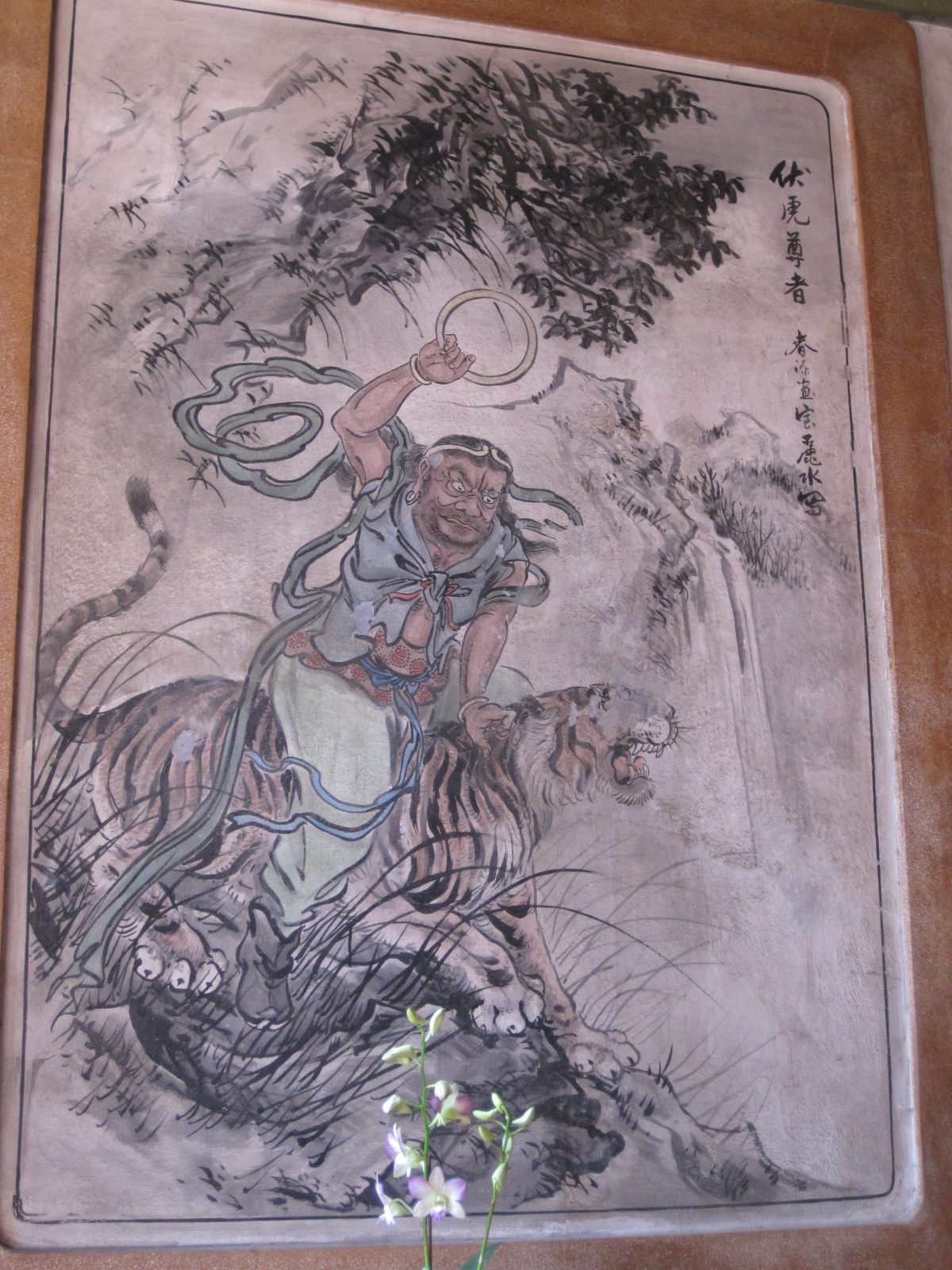
後殿潘麗水所繪「伏虎尊者」。

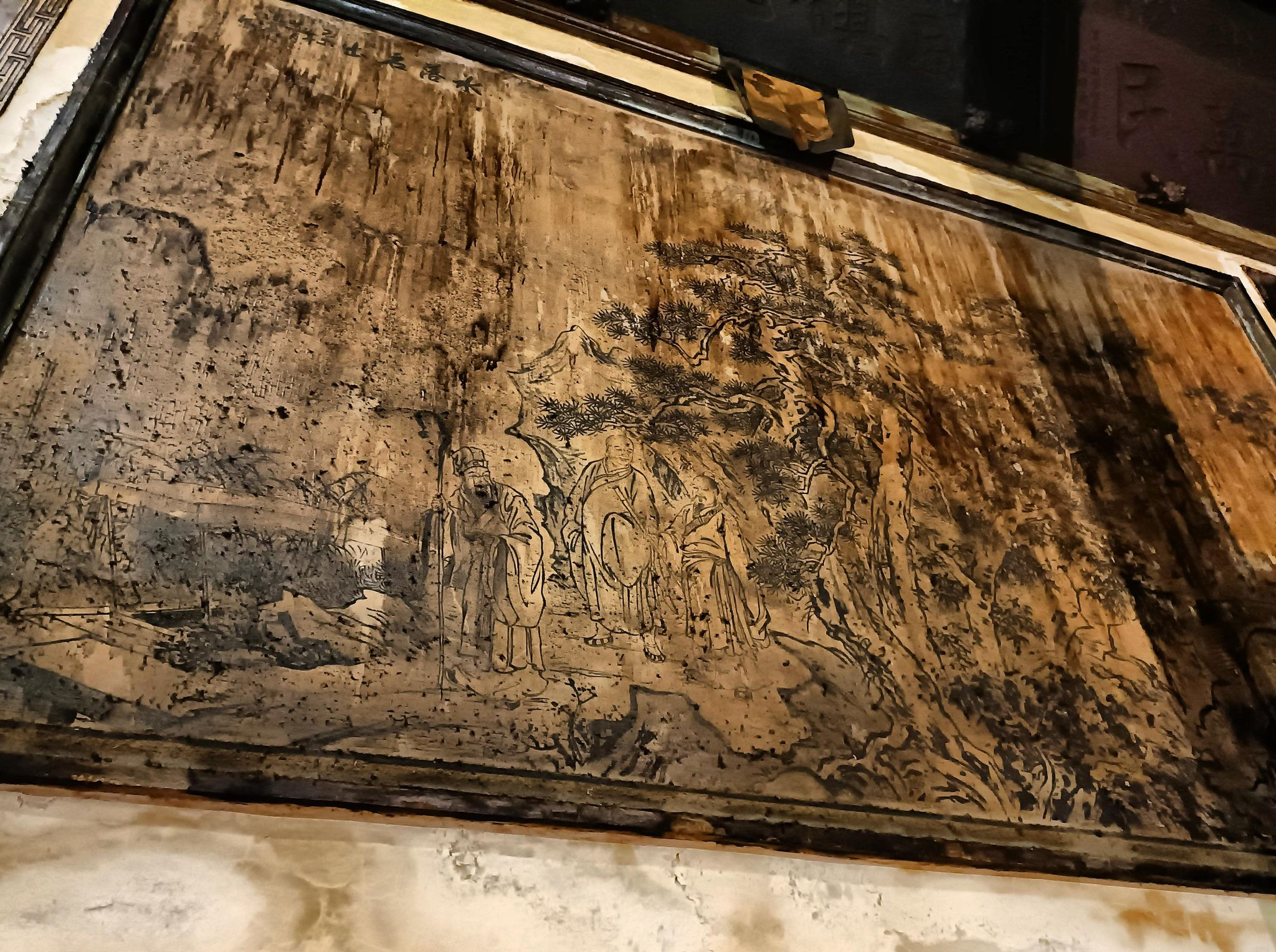
正殿潘麗水所繪「水落石出」，畫中事物乃為蘇軾的散文作品《後赤壁賦》之情景。
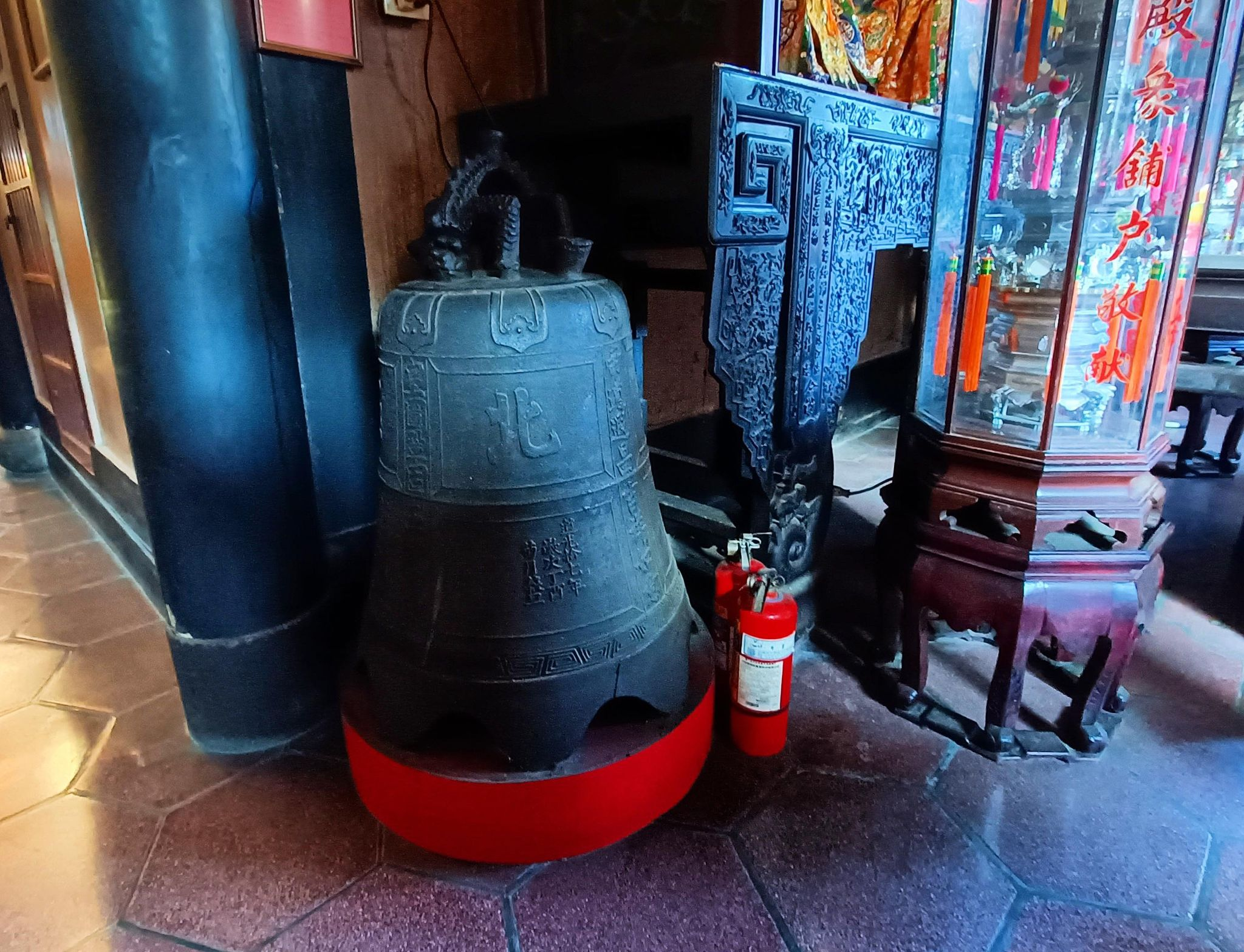
清道光十七年（西元1837年）所獻之姑蘇古鐘，目前置放在正殿後側展示。
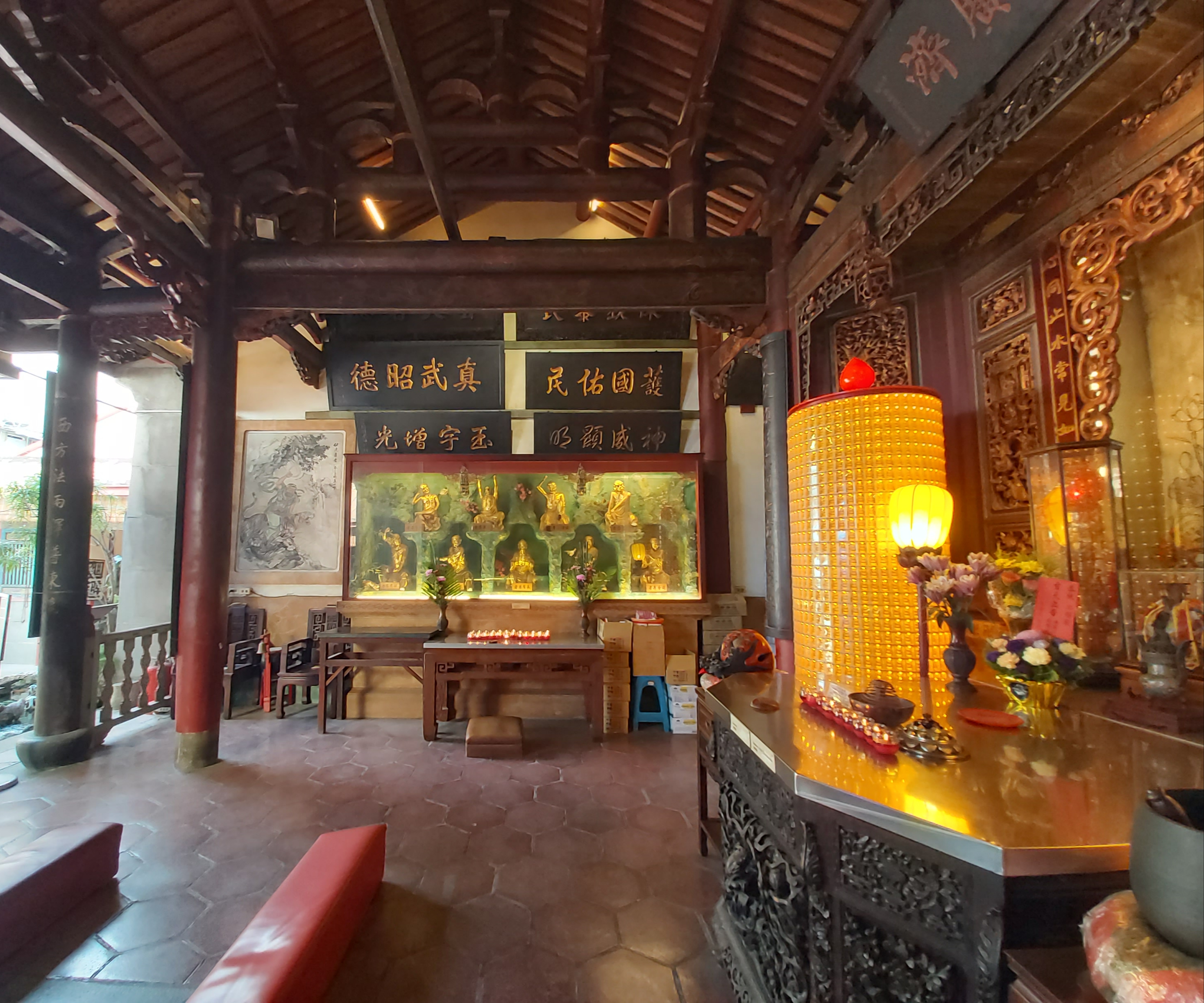
後殿室內，左右兩側配祀有十八羅漢。
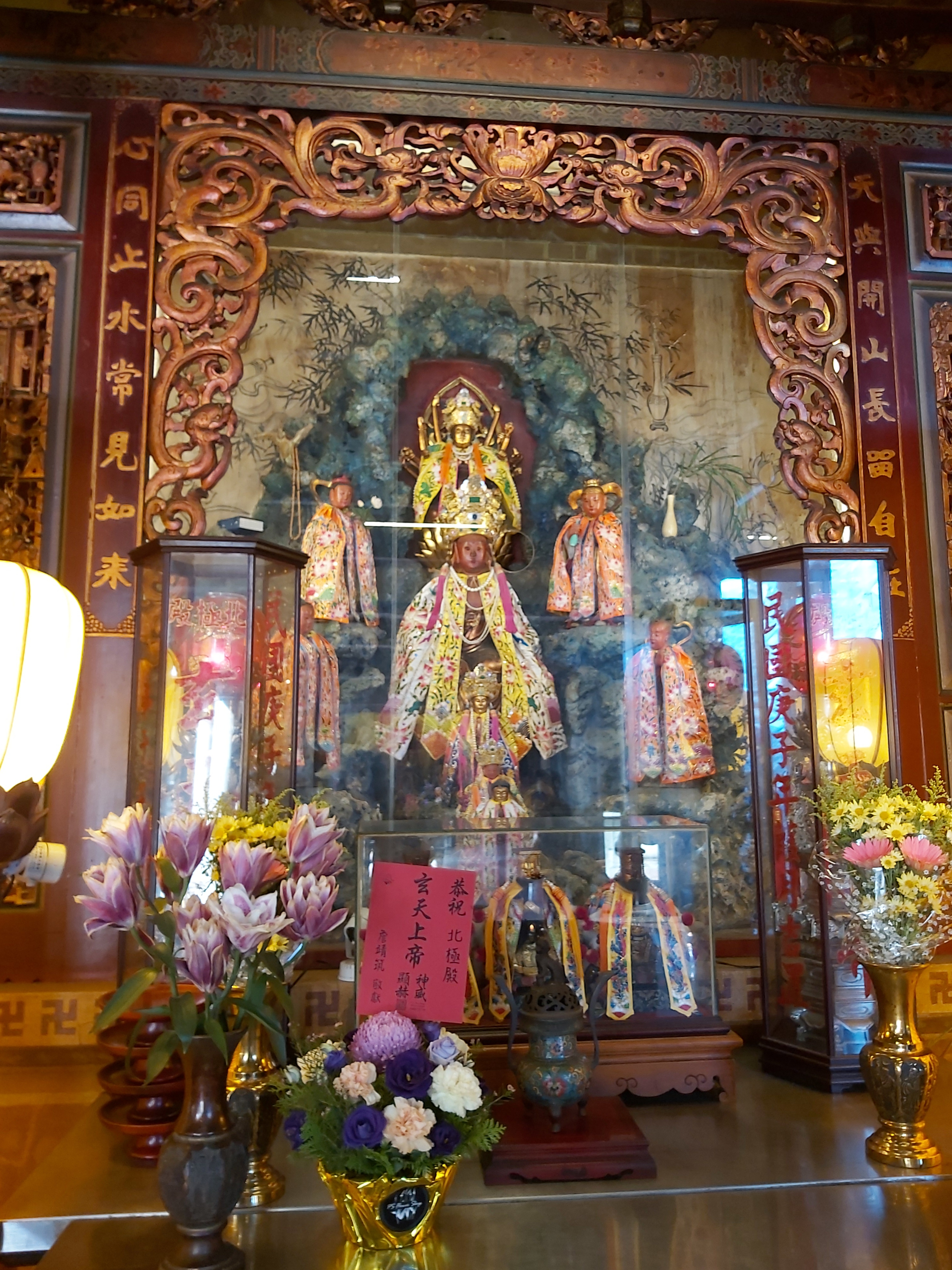
後殿供奉之觀世音菩薩與準提佛母。
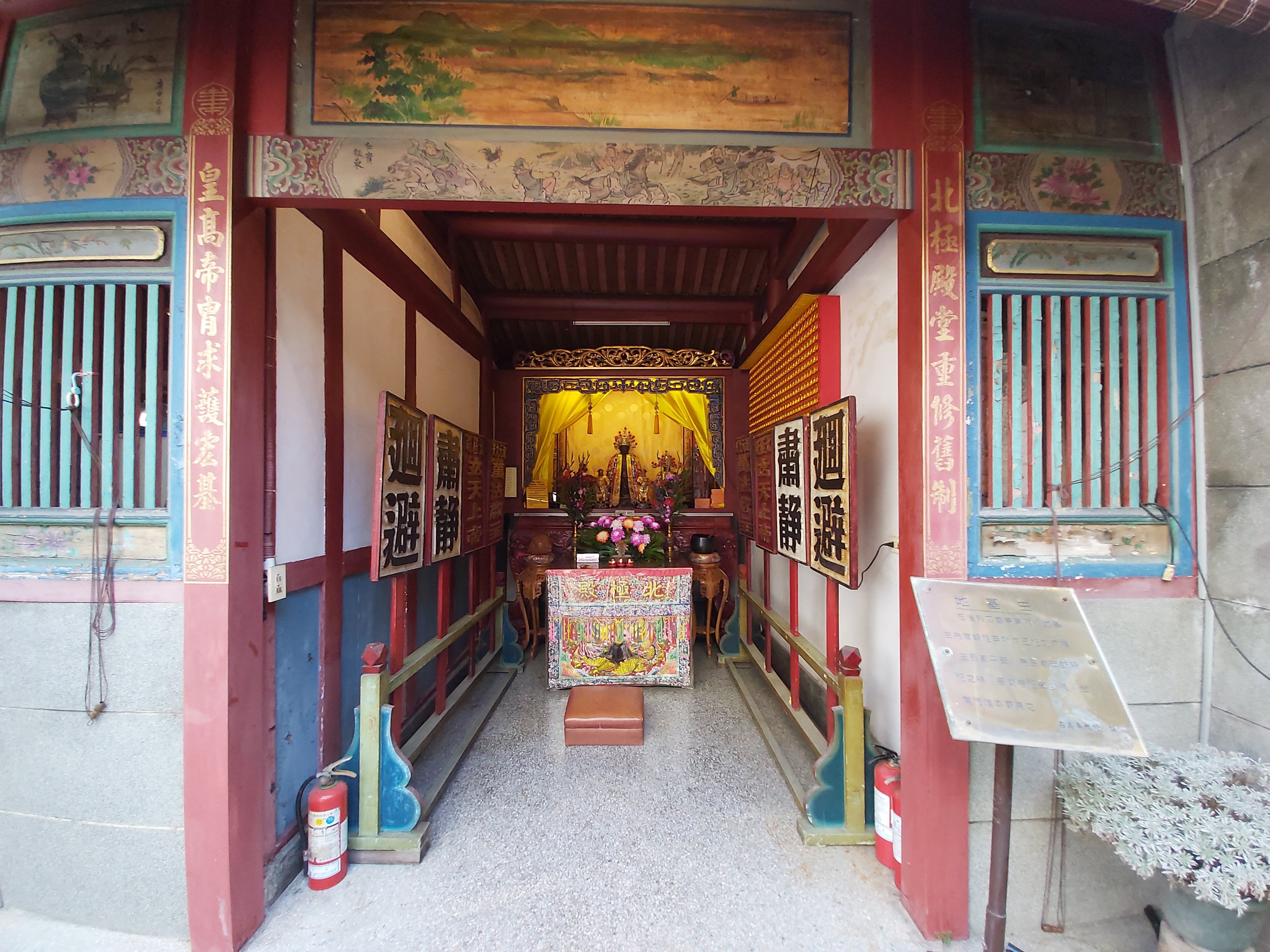
後殿廂房所供奉之地基主。
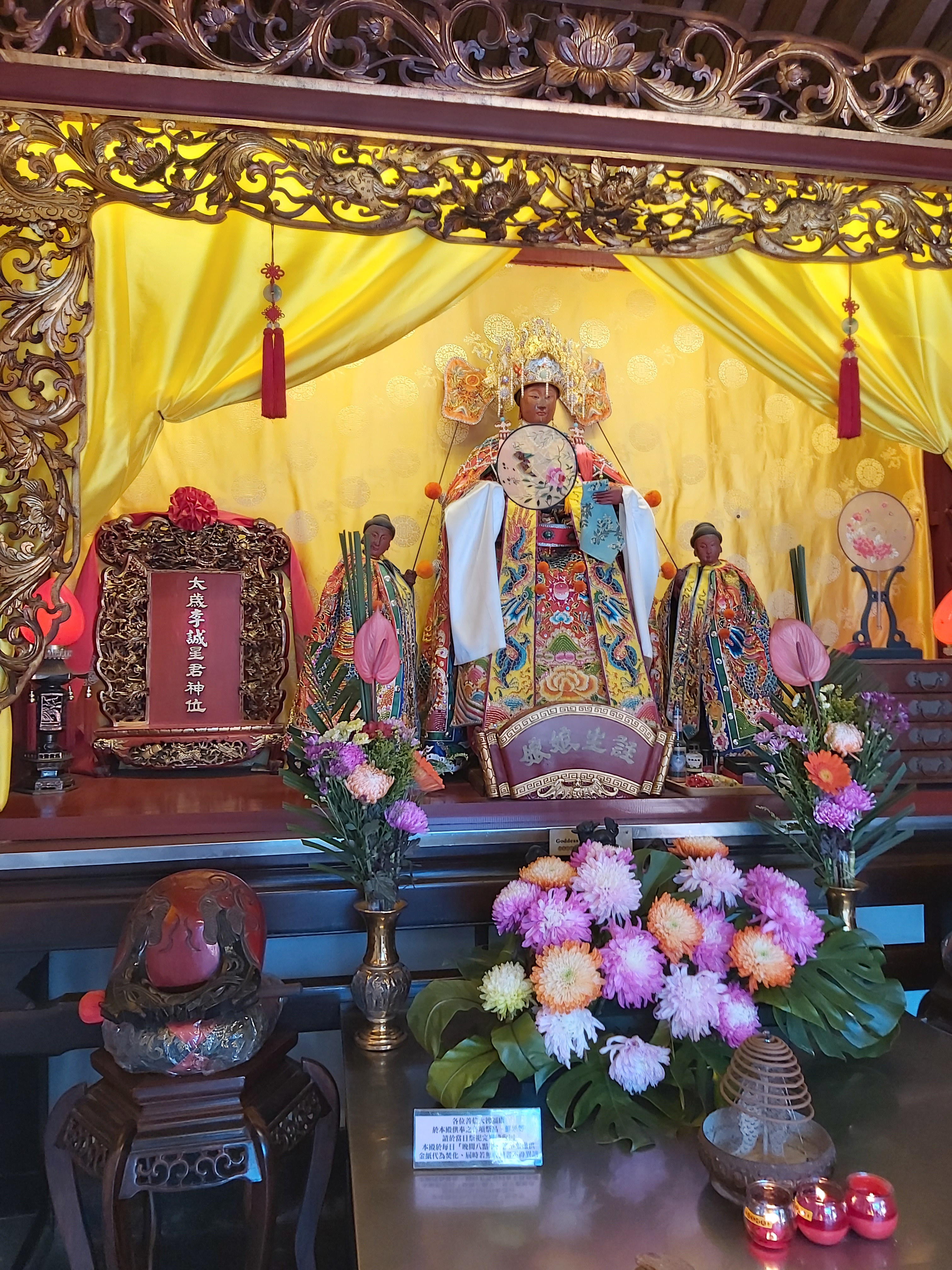
後殿廂房所供奉之註生娘娘與值年太歲。
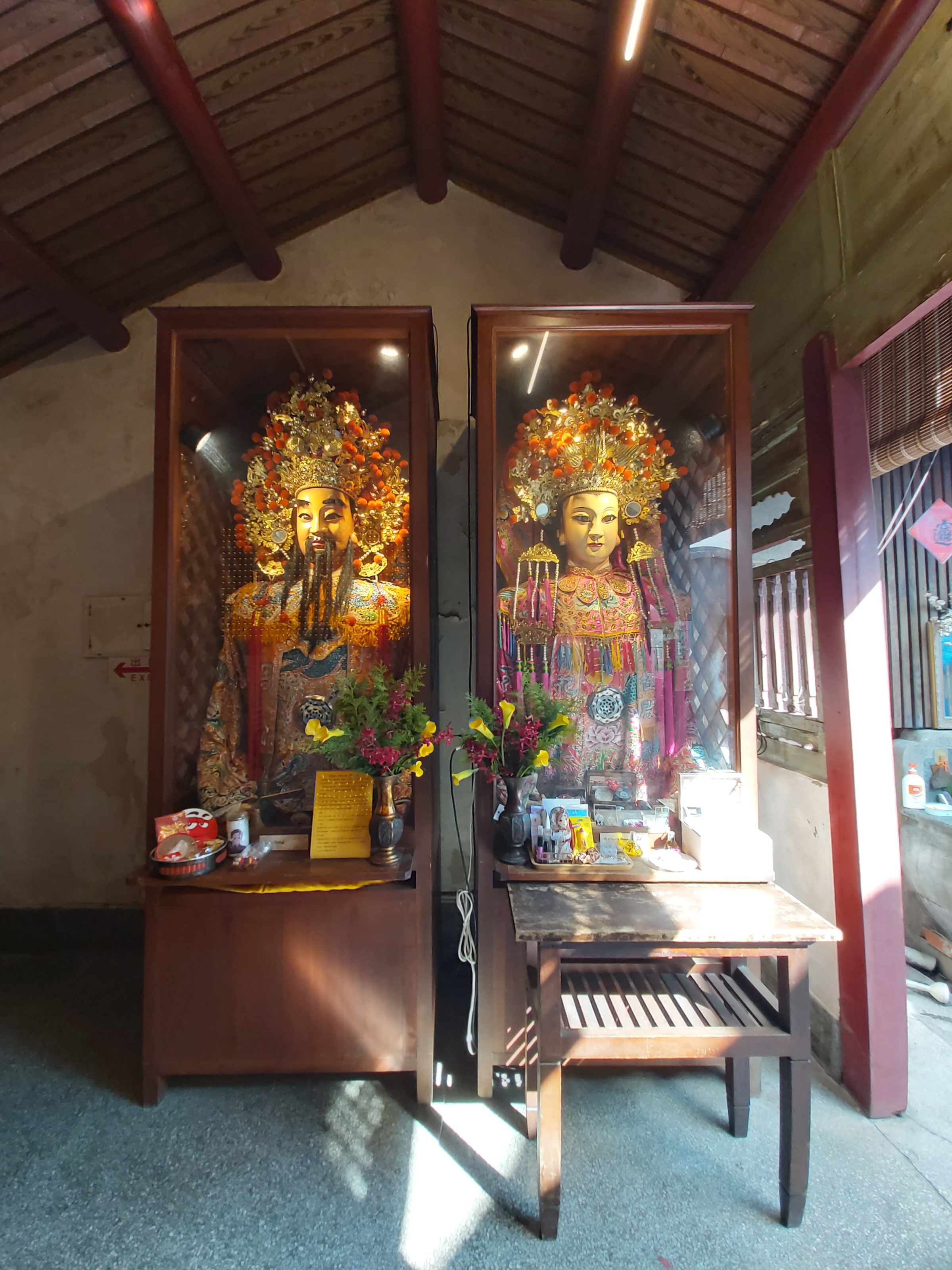
後殿廂房陳列之周公與桃花女神將
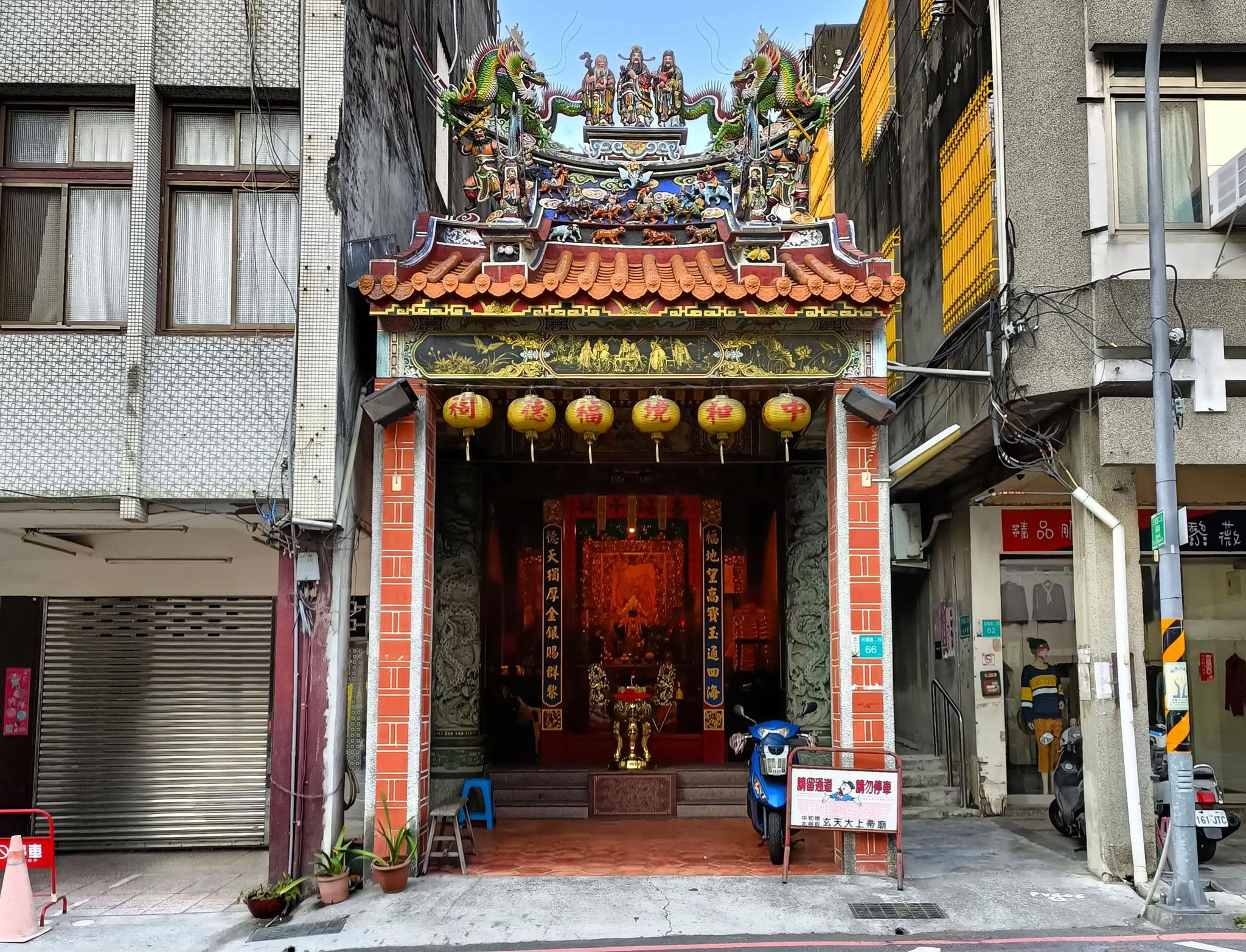
位於對面的中和境福德祠

## 外部連結
- 府城鷲嶺北極殿大上帝廟
- 北極殿——文化部文化資產局 （页面存档备份，存于）
- 北極殿——文化部iCulture （页面存档备份，存于）
- 北極殿——臺灣宗教文化地圖 （页面存档备份，存于）